# Ettore Fico
Ettore Fico (Piatto, 21 settembre 1917 – Torino, 28 dicembre 2004) è stato un pittore italiano.

Nel corso della sua carriera artistica partecipò a numerose esposizioni collettive nazionali e internazionali, tra cui la Quadriennale di Roma, la Biennale Internazionale per l’incisione a Cracovia del 1966, la Mostra di artisti italiani a Praga del 1968 e la XXXIX Biennale Nazionale d’Arte Città di Milano.

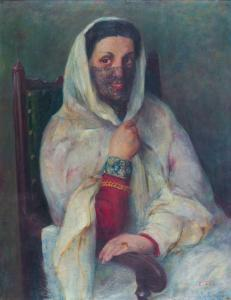
Ettore Fico: "Ritratto di donna Velata", anno 1947, dim.57x74, olio su tela

## Biografia
Nato nel biellese, si trasferì a Torino nel 1933, dove intraprese gli studi presso l’Accademia Albertina. Frequentò per diversi anni lo studio di Luigi Serralunga insieme ad altri giovani allievi quali Filippo Sartorio, Mattia Moreni e Piero Martina.
Nel 1939 interruppe la sua formazione e partì per il servizio militare in Nordafrica, dove fu imprigionato dal 1943 al 1946.
Rientrato in Italia riprese la sua attività, iniziando un periodo di sperimentazione autonoma basato sulla rappresentazione della natura e del contrasto città/campagna, partecipando alla VII Quadriennale di Roma del 1955, e intraprendendo una ricerca stilistica caratterizzata dall’influenza americana, tendente all’informale, per poi tornare ai temi più cari della natura a partire dalla metà degli anni sessanta, in particolare i giardini e le composizioni floreali, ma anche modelle, interni e l’amato cane Moretto.
Morì a Torino il 28 dicembre 2004.

## Influenze e stile
Nell'opera di Ettore Fico si possono distinguere influenze artistiche facenti riferimento a Cèzanne, Braque, Bonnard, Monet e Matisse.
Durante la sua prigionia ad Algeri, Ettore Fico ebbe modo di dipingere numerosi ritratti di ufficiali inglesi, paesaggi, il porto e le spiagge di Algeri. Dal punto di vista stilistico egli era ancora legato agli insegnamenti del maestro Serralunga, ma focalizzandosi sull’introspezione psicologica dei personaggi.
Dopo la guerra, nonostante nella scena artistica torinese si evidenziasse una sorta di dualismo tra il realismo di Felice Casorati e l’astrattismo di Luigi Spazzapan, Ettore Fico decise di non frequentare gli studi dei due maestri, dimostrando un grande spirito di indipendenza. Cominciò dunque un periodo di ricerca e sperimentazione volto a scandagliare le svariate potenzialità del colore. La contrapposizione tra città e campagna, tema caro a impressionisti ed espressionisti, approdò nella sua pittura: dipinse luoghi in cui non si distinguono i confini tra terra e cemento, in cui la natura e la città si fondono dando vita a paesaggi periferici di grande respiro compositivo e rarefatta e meticolosa calligrafia segnica.
Negli anni '50 maturò una rivoluzione stilistica: dipinse paesaggi e nature morte, caratterizzate da pennellate larghe e sinuose, facendo uso di colori accesi e vivaci generanti forti contrasti.
Verso la fine degli anni '60 le campiture di colore si fecero più distese e gli oggetti ripresero forma grazie all'utilizzo di contorni netti e ai contrasti cromatici delle superfici piane. Inoltre la sua ricerca si reinventò utilizzando nuovi materiali e nuove tecniche, tornando al tema caro della natura morta e della rappresentazione degli interni. In questo periodo gli oggetti del quotidiano come la brocca e i fiori secchi assunsero un carattere enigmatico, grazie anche all'utilizzo di tonalità violente evocanti un senso di attesa. 
Come si evince nelle composizioni dei primi anni '70, Fico non volle entrare in competizione con i maestri del passato, ma giungere a nuovi risultati in bilico tra realtà e astrazione.
La sua importante produzione coloristica, in particolar modo quella degli anni '80 e '90, è composta prevalentemente da tematiche frequenti nella carriera dell'artista, come il glicine, il giardino, gli alberi, nonché gli oggetti, lo studio, le modelle e il suo cane Moretto.
Fico continuò a sperimentare e fu coinvolto nella sua tenace ricerca sul colore fino ai suoi ultimi anni di vita.

## Eredità
Ad Ettore Fico sono stati dedicati l'omonimo museo e la Fondazione Ettore Fico, entrambi situati a Torino.